# 牧野和子 (漫画家)
牧野 和子（まきの かずこ、本名：後藤和子、1947年〈昭和22年〉4月12日 - ）は、日本の漫画家。女性。血液型はA型。出生地は愛知県豊橋市で、豊橋商卒業。千葉県我孫子市在住（1992年時点）。
実兄は同じく漫画家の牧野圭一、夫は漫画原作者の後藤ゆきお（本名：後藤幸男）。

## 来歴
小学生のころから、油絵や彫刻をしていた兄・圭一に影響され漫画を描いていた。プロになろうと決意したのは中学一年生の時で、芸大受験のために上京していた圭一が動画関係の仕事をするのを見て、将来自分も絵に関する仕事をしたいと決心する。本格的な漫画の原稿を描き始めたのは高校時代。クラスの漫画好き同士と我流の見よう見まねで描いてはクラスの人々に見せていたという。自分達ではうまいつもりで得意がっていたが、同じ高校生で抜群に絵のうまい人物がプロに登場、その人物こそが里中満智子であった。牧野にとって里中は憧れの存在であった。ある時、講談社へ持ち込みに行った際に、担当の編集者に里中のアシスタントを進められ、里中のアシスタントとなる。わずか2か月で独立するが、この間に牧野は里中から数多くの事を学んだという。
独立後は1967年、『別冊少女フレンド』（講談社）2月号に掲載された『ゆうこのあこがれ』でデビュー（なおこのデビュー作も、里中から助言を得て手直ししたと語っている）。その後も少女漫画雑誌で活動し、1974年には『あの娘はだあれ!?』で第3回日本漫画家協会賞優秀賞を受賞。
1977年からプチコミック（小学館）に連載された『ハイティーン・ブギ』は大ヒット作となり、単行本累計発行部数が「まもなく一千万部になる」と作者・牧野本人が語っている（1987年3月訪問時点）。この作品を発表した頃から、牧野は暴走族などをテーマにした少女漫画を執筆するようになる。またこの作品は1982年に近藤真彦主演で実写映画化もされた（当該項目を参照）。夫・後藤ゆきおとの共筆も多い（夫もかつて「ごとうゆきお」名義で漫画家活動をしていたので、背景画を担当）。
編集委員会の委員長を石ノ森章太郎が務めた『日本漫画家名鑑500』にて、『ハイティーン・ブギ』・『おっきくな〜れ!!』・『なんたって18歳！』・『あの娘はだあれ!?』の4作品の書影を代表作として掲載している（1992時点）。

## 作品リスト

### 漫画

#### 年・版不詳
- おどろよ!ゴーゴー（若木書房、全1巻）

#### 1968年
- ドレスはぴったり!（少女フレンド、講談社、全1巻）※単行本は若木書房発行

#### 1969年
- ウィーンの天使（少女フレンド、講談社）
- モナリザはぼくのいのち（少女フレンド、講談社）

#### 1971年
- ちぎれ雲（少女コミック、小学館）
- うまれちゃったの?（少女コミック、小学館、全3巻）※単行本は若木書房発行
- ミセスキャンディーちゃん（少女コミック、小学館、全1巻）※単行本は若木書房発行
- なんたって18歳!（同名テレビドラマの漫画化。原案：才賀明。少女コミック、小学館、全5巻）※小学館学習雑誌にも掲載。単行本は若木書房発行。また栄光社からは本作の『うたのえほん』が発行された

#### 1972年
- 恋の通訳はラ・ラ・ラ（別冊少女コミック、小学館）
- エリカとチロ（小学一年生、小学館）
- そよ風ロック（少女コミック、小学館、全2巻）※単行本は若木書房発行

#### 1973年
- 結婚なんてラ・ラ・ラ（別冊少女コミック、小学館、全1巻）※単行本は若木書房発行
- プリティー・ロック（少女コミック、小学館、全3巻）※単行本は若木書房発行
- 愛よ・・・・・（少女コミック、小学館）
- あの娘はだあれ!?（少女コミック、小学館、全3巻）
- 愛はいま・・・（別冊少女コミック ちゃお、小学館）

#### 1974年
- ビビッちゃう!（少女コミック、小学館、全4巻）※単行本は若木書房発行
- レッドとセピアのあいだには（別冊少女コミック、小学館）
- わだすはだあれ!?（別冊少女コミック、小学館）

#### 1975年
- チョコ姫（作：ごとうゆきお、小学一年生、小学館）
- おっきくな〜れ!!（作：後藤ゆきお、少女コミック、小学館）※単行本はスタジオシップのポケットコミックス版、ヒット出版のヒットレディースコミック版がある（いずれも全6巻）
- ピンク・ザ・キャット（別冊少女コミック ちゃお、小学館）

#### 1976年
- 愛よこんにちは・・・（別冊少女コミック、小学館）
- しあわせララバイ（別冊少女コミック ちゃお、小学館）
- 円舞曲（別冊少女コミック、小学館）
- スキニー -やせっぽち-（作：後藤ゆきお、少女コミック、小学館、全4巻）
- 新宿悲歌 しあわせしんきろう（作：後藤ゆきお、月刊mimi、講談社、全2巻）

#### 1977年
- ハイティーン・ブギ（作：後藤ゆきお、プチコミック、小学館、全26巻）※『プチセブン』（小学館）にも掲載。単行本は1989年、2003年に同社から再版された（いずれも全6巻）
- 新宿悲歌 素寒貧（作：後藤ゆきお、月刊mimi、講談社）
- 新宿悲歌 グッバイ（作：後藤ゆきお、月刊mimi、講談社）
- 愛のシャトー（別冊少女コミック、小学館）
- サマー・エンジェル（小学館、全1巻）

#### 1978年
- ホクロ天使（作：後藤ゆきお、リリカ、サンリオ）※単行本はサンリオのサンリオコミックス版（全1巻）、朝日ソノラマのサンコミックス・ストロベリー版（全2巻）がある
- ちんぴら（作：後藤ゆきお、プチコミック、小学館）
- かずこストーリー（プチコミック、小学館）
- お婿になって〜っ（作：後藤ゆきお、講談社、全2巻）

#### 1979年
- リーゼント・ストーリー（作：後藤ゆきお、月刊mimi、講談社、全1巻）
- すてきなキティ（プチコミック増刊、小学館、全1巻）※単行本は若木書房発行

#### 1989年
- ヘブンリー・ロック（月刊mimi、講談社、全1巻）
- 正気の沙汰DAY NIGHT（作：後藤ゆきお、スコラ、全1巻）

#### 1992年
- でぇっ嫌い!（作：後藤ゆきお、女性セブン、小学館、全5巻）

#### 1996年
- カッパのかーやん（作：溝江玲子、新日本出版社、全1巻）※後藤ゆきおも牧野と共に絵を担当している

#### 1997年
- カッパのかーやんとひみつの川（作：溝江玲子、新日本出版社、全1巻）※後藤ゆきおも牧野と共に絵を担当している

#### 1998年
- あなたに、逢えてよかった!!（作：森津純子、小池書院、全3巻）※2009年に同社から再版（全1巻）。再版されたものはタイトルが『あなたに、逢えてよかった!』となっており!マークが一つない
- ラブ・レター（作：あさのあつこ、新日本出版社、全1巻）

#### 2000年
- リングの上では泣かないニャン!（作：後藤ゆきお、新日本出版社、全1巻）

#### 2001年
- とってもしあわせそう（作：後藤ゆきお、本の泉社、全2巻）

#### 2003年
- ミッドナイト・キス（小学館、全1巻）

#### 2004年
- 戦慄（作：エリカ・スピンドラー&ジョアン・ロス、小学館、全1巻）

### CD・レコードジャケット
- 杉本哲太＆LONELY-RIDERS / 紅麗威甦『on the machine(翔と桃子のロックンロール) / 桃子の唄』 1982年5月21日

※同様に、牧野は『on the machine(翔と桃子のロックンロール)』の作詞も手がけている。
- THE MACKSHOW『恋のマジック・ドライヴィン』2005年6月15日
- 氣志團『You & Me Song』2005年9月7日
- 氣志團『愛 羅 武 勇』2005年10月26日